# Claude Nigon
Claude Roger Nigon (Bázel, 1928. december 28. – Bázel, 1994. január 30.) világbajnoki ezüstérmes, olimpiai bronzérmes francia párbajtőrvívó.